# LG G 시리즈
LG G 시리즈는 LG 옵티머스 G를 통해 2012년부터 출시해온 LG전자의 플래그쉽 스마트폰 브랜드이며, 삼성전자의 삼성 갤럭시 S 시리즈에 대항한다. 2013년부터 LG G2를 시작으로 옵티머스라는 이름을 적용하지 않았으며, 2015년부터는 LG V 시리즈가 새롭게 자리잡음에 따라 G 시리즈는 매년 상반기에 출시한다. 차기작으로 갈수록 넘버링이 1씩 올라가며, 주요 타겟층은 프리미엄 기능을 원하는 소비자들이다. 플래그쉽 이외에도 여러 파생작들이 출시되었다.  2020년부터 LG전자 MC사업본부의 신임 수장인 이연모 수석부사장의 취임 이후 LG전자 스마트폰 브랜드의 개편에 따라 LG G 시리즈를 폐지하고, 피처폰 시절의 제품별 펫네임을 붙이는 브랜드 전략으로 개편했다.

## 역사
LG 옵티머스 G를 통해 2012년부터 출시해온 LG전자의 플래그쉽 스마트폰, 태블릿 시리즈이다. 2013년부터 LG G2를 시작으로 옵티머스라는 이름을 적용하지 않았으며, 2015년부터는 LG V 시리즈가 새롭게 자리잡음에 따라 G 시리즈는 매년 상반기에 출시한다. 차기작으로 갈수록 넘버링이 1씩 올라가며, 주요 타겟층은 프리미엄 기능을 원하는 소비자들이다. 플래그쉽 이외에도 여러 파생작들이 출시되었다. 삼성전자의 삼성 갤럭시 S 시리즈에 대항한다. 
2018년, LG전자가 새로운 인공지능 브랜드인 LG ThinQ(LG 씽큐)를 런칭하면서 인공지능 관련 기능을 탑재한 기기에는 ThinQ라는 이름을 붙이는 정책을 펼쳤다. 이에 따라서 LG G7 ThinQ부터 LG전자의 플래그쉽 스마트폰에 ThinQ 네이밍이 붙게 되었다. 그리고 LG G7 ThinQ와 LG V40 ThinQ의 출시를 통해 기존의 구분 방식을 뒤집고 LG G 시리즈는 LCD 플래그쉽 스마트폰 전용 라인업, LG V 시리즈는 OLED 플래그쉽 스마트폰 전용 라인업으로 구분한다고 밝혔다.
2019년, LG전자는 LG G8 ThinQ와 LG V50 ThinQ의 출시부터 출시 시기에 상관없이 LG G 시리즈는 4G LTE 플래그쉽 스마트폰 전용 라인업, LG V 시리즈는 5G 전용 스마트폰 라인업으로 구분될 것이라고 밝혔다.
2020년, LG전자 MC사업본부의 신임 수장인 이연모 수석부사장의 취임 이후 LG전자 스마트폰 브랜드의 전략적 개편을 진행했다. 2020년부터 LG G 시리즈를 창설 8년만에 폐지하고, 기존의 알파뉴메릭(알파벳+숫자) 조합의 네이밍 대신 피처폰 시절의 제품별 펫네임을 붙이는 브랜드 전략으로 개편했다.

## 안드로이드 태블릿 PC

### LG G 패드 시리즈

#### LG G 패드
- LG G 패드 8.3

- LG G 패드 7.0
- LG G 패드 8.0
- LG G 패드 10.1

## 폐지된 라인업

### 웨어러블 기기
- LG G 워치
- LG G 워치 R
- LG G 워치 Urbane

### 안드로이드 스마트폰

#### LG G 플렉스 시리즈
플렉시블 디스플레이를 앞세워 출시한 시리즈이다. 하지만, LG G 플렉스 2의 실패로 폐기되었다.

#### LG G 프로 시리즈
LG 옵티머스 G의 파생 제품으로 출시됐으나, 2014년 정식 라인업으로 승격했다. 하지만, 2015년 기존의 G 시리즈와 뚜렷한 차별화를 이루지 못해 폐기되었다.

## 경쟁 기종
- 삼성 갤럭시 S 시리즈
- 아이폰
- 삼성 갤럭시 탭 시리즈

## 같이 보기
- LG K 시리즈
- LG X 시리즈
- LG V
- LG Q
- LG VELVET (후속 브랜드)[11]